# Isa Hesse-Rabinovitch
Isabella Hesse-Rabinovitch (* 19. Dezember 1917 in Zürich; † 14. August 2003 in Küsnacht) war eine Schweizer Grafikerin, Fotografin und Filmemacherin.

## Leben
Isa Hesse-Rabinovitch wurde als Tochter des Grafikers Gregor Rabinovitch und seiner Frau Stefanie von Bach geboren, sie wuchs in Zürich auf. Nach einer Lehre als Grafikerin begann sie ein Studium an der Kunstgewerbeschule Wien, sie musste jedoch Österreich 1939 infolge des „Anschlusses“ an das nationalsozialistische Deutschland verlassen. In der Schweiz war sie als Illustratorin für verschiedene Zeitschriften und Tageszeitungen tätig, bald auch als Fotografin. 1941 heiratete sie Heiner Hesse, einen Sohn des Schriftstellers Hermann Hesse, mit dem sie drei Kinder hatte: Silver Hesse (* 1942), Eva Hesse (* 1943) und David Hesse (* 1954). Das Ehepaar trennte sich 1976.
Im Alter von 52 Jahren begann Isa Hesse-Rabinovitch, sich mit Film zu beschäftigen, ab 1984 auch mit Video. In den folgenden Jahrzehnten drehte sie zahlreiche Experimentalfilme, Filmporträts und Dokumentarfilme. Seit den frühen 1970er Jahren engagierte sie sich stark für den Frauenfilm. 1972 wurde sie zum 1. internationalen Frauenfilmfestival in New York eingeladen, drei Jahre später organisierte sie in Zürich das erste Frauen-Film-Festival in der Schweiz.
Ab 1990 lebte Isa Hesse-Rabinovitch meist im Tessin. Sie gab noch ein Buch über ihren Vater heraus und organisierte Ausstellungen. Nationale Berühmtheit erlangte sie, als sie 1996 mit ihrem Auto von der Fähre Horgen–Meilen stürzte und von einem beherzten Kontrolleur aus dem sinkenden Fahrzeug gerettet wurde. Isa Hesse-Rabinovitch starb am 14. August 2003 in ihrem Haus in Küsnacht.
2009 realisierte die Regisseurin Anka Schmid den Film Isa Hesse-Rabinovitch – Das grosse Spiel Film. Die Cinémathèque suisse publizierte im März 2025 in Eine Ausstellung zum frühen feministischen Film der Schweiz Archivquellen zum Film Sirenen-Eiland sowie ein Interview mit Deidi von Schaewen, der Kamerafrau dieses Films.

## Werke (Auswahl)
- Spiegelei (1969)
- Monumento Moritat (1969)
- Viele Grüsse aus... (1970)
- Der Rote Blau (1971)
- Über einen Teppich (1972)
- Notizen über Annemie Fontana (1969–1972)
- Tell Spott (1974)
- Julie from Ohio (1978)
- Un simbolo del nostro tempo (1978)
- Sirenen-Eiland (1981/1982)
- Schlangenzauber (1984)
- Geister & Gäste (1989)
- Lilith (1984)
- Hautnah (1985)
- Body Body Blues (1986)
- Das grosse Spiel des Lebens (1994)
- Das Grosse Spiel Film (1998)